# Ponte acquedotto di Pont d'Aël
Il pont d'Aël (pron. fr. AFI: [pɔ̃ dɛl]) è un ponte acquedotto romano che sorge presso il villaggio omonimo nel comune di Aymavilles, in Valle d'Aosta. Fu edificato nel 3 a.C. per l'irrigazione e il rifornimento di un lavaggio di minerale per la colonia di Augusta Prætoria Salassorum, l'odierna Aosta, allora appena fondata. Il ponte, situato all'entrata della val di Cogne, una valle laterale, 66 metri al di sopra del fondovalle, sostiene un acquedotto tecnicamente avanzato, lungo in totale 6 km. Oltre alla sua posizione insolita, la costruzione (originariamente presumibilmente su tre livelli) presenta ulteriori particolarità, come una galleria di controllo sotto la conduttura dell'acqua e il suo finanziamento espressamente privato. In quello che era una volta il canale delle acque passa oggi un sentiero per escursioni.

## Esplorazione e funzione
Il ponte attraversa il torrente Grand Eyvia presso pont d'Aël, all'entrata della val di Cogne, una valle laterale 8 km a sud-ovest di Aosta. Una prima descrizione fu tramandata nel 1550 da Emanuele Filiberto Pingone, che allegò anche uno schizzo. Il barone di Malzen (1826) e Édouard Aubert (1860) fornirono ulteriori immagini, che mostrano l'opera già nella sua forma attuale. Nel 1930, Piero Barocelli completò le celebri misurazioni del 1864 dopo gli scavi all'ingresso occidentale del ponte.
Una misurazione completa fu eseguita per la prima volta da Mathias Döring nel 1996. In questa occasione si poté dimostrare che il ponte non era, come generalmente ritenuto fino ad allora, una via di trasporto per i minerali ferrosi, bensì faceva parte di una conduttura d'irrigazione per le aree agricole della crescente colonia di Augusta Prætoria e riforniva di acque un lavaggio dei minerali per il minerale ferroso estratto a Cogne. Essendo escluso un rifornimento di acqua potabile da Augusta Prætoria, la città si riforniva dal vicino Buthier. Ciononostante l'acqua, accanto alla sua principale funzione economica, potrebbe essere stata utilizzata anche per la copertura del fabbisogno di acqua potabile della campagna locale.

## Conduttura per l'irrigazione

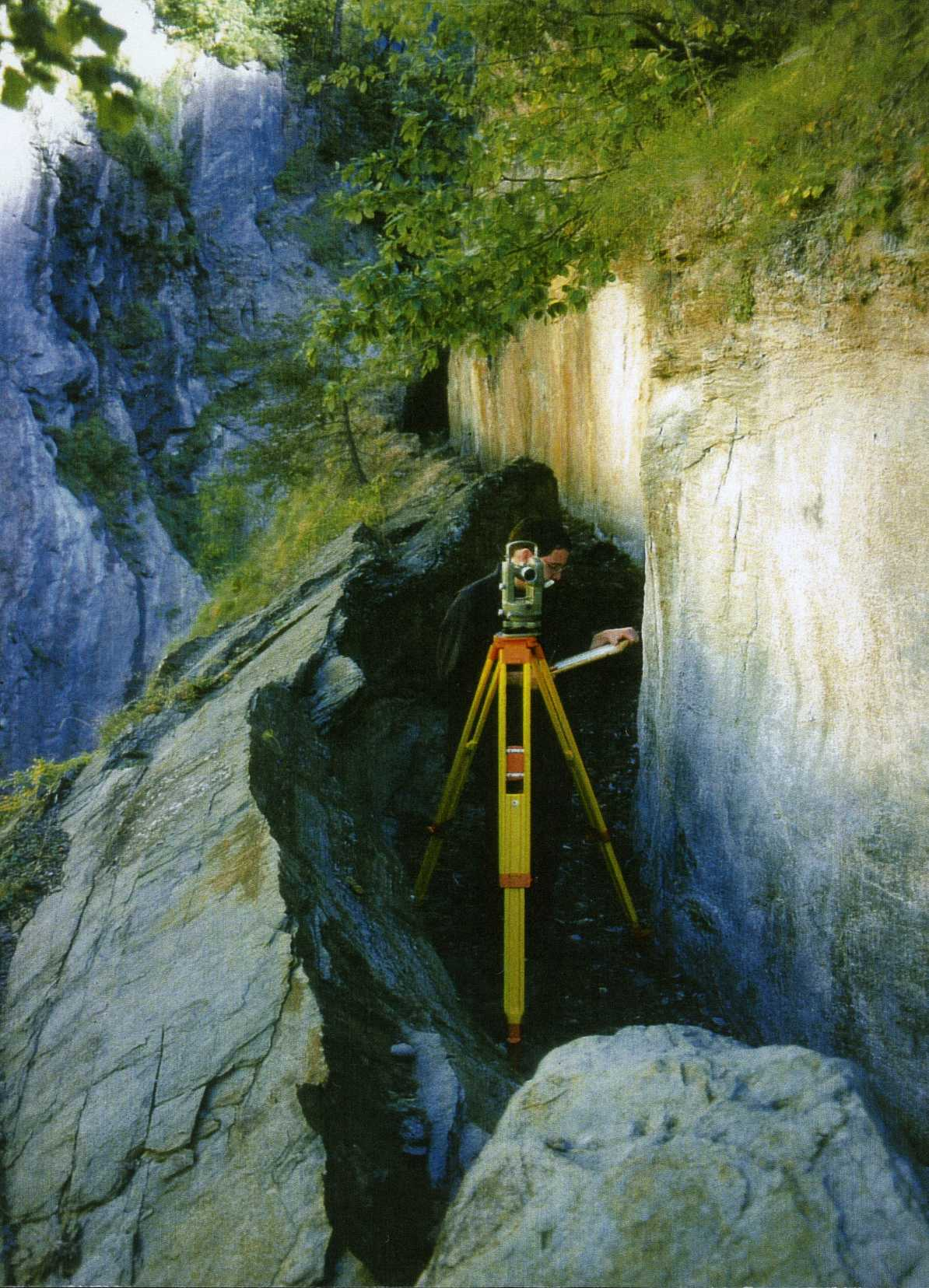
Semigalleria della conduttura dell'acqua lungo il pendio roccioso della val di Cogne al di sopra del ponte

Un punto d'arrivo della conduttura, lunga in tutto 6 km, era una fertile regione grande circa 200 ha a ovest di Aosta che – posta da 50 a 150 m sopra il fiume principale della Dora Baltea – si poteva sfruttare solo con l'aiuto di una conduttura a caduta. Lungo il percorso l'acqua veniva deviata per il lavaggio del minerale, che si trovava presumibilmente vicino al villaggio di Aymavilles. Le difficoltà tecniche durante il tracciamento lungo le ripide pareti rocciose della Val di Cogne furono risolte magistralmente dagli ingegneri romani: la strada della conduttura era tracciata come direzione libera: l'acqua della Grand Eyvia deviata per 2,9 km sopra il pont d'Aël fu portata a valle lungo i ripidi pendii delle Val di Cogne in canali aperti con una caduta in m del 6,6 per mille; gallerie e qanat non furono presi in considerazione a causa della roccia molto dura o della copertura richiesta di 60–120 m. La conduttura, ampia 1,20 m, fu incisa come semigalleria nel pendio roccioso, cosicché sul lato della valle rimaneva un parapetto di roccia rialzata alto fino a 3 m. Il vantaggio consisteva non da ultimo nel fatto che, diversamente che in una galleria trasversale, il lavoro di avanzamento grazie al contatto visivo poteva iniziare in qualsiasi punto si volesse, il che significava una considerevole riduzione dei tempi di costruzione. Tali semigallerie si possono trovare nelle costruzioni idrauliche romane solo raramente in regioni particolarmente impervie, come ad es. nell'acquedotto di 
Side (Turchia).
Nelle zone più pianeggianti si decise per una terrazza larga da due a quattro metri, attraverso la quale la conduttura passava come un canale rettangolare murato con una copertura di lastre. In totale la conduttura fino a Pont d'Aël attraversa un tratto di 25 km di pendenza e di 0,65 km di roccia. L'ulteriore tracciato della conduttura sotto il ponte non ha potuto essere studiato a causa della presenza di costruzioni e coltivazioni agricole; il punto d'arrivo potrebbe trovarsi nella suddetta zona d'irrigazione intorno all'odierna località di Aymavilles.

## Costruzione del ponte
Il ponte, lungo 60,46 m e largo 2,26 m, sorge nell'unico punto di attraversamento possibile sull'abisso della Grand Eyvia, lungo 4 km e profondo fino a 150 m. Il suo unico arco si allunga sulla gola, larga qui solo 12 m, ma profonda 66 m, con una campata di 14,24 m. La volta dell'arco è costituita da un arco con cunei a una nervatura. Il ponte, un tempo presumibilmente a tre livelli, porta al pianterreno un corridoio lungo 50,35 m, che nell'antichità serviva alla verifica della tenuta della soprastante conduttura dell'acqua. Su entrambi i lati di questo corridoio di controllo alto 3,88 m si trovano ancora oggi due file di piccole finestre, delle quali quelle inferiori illuminavano il pavimento e quelle superiori il tetto, così che il custode del ponte potesse identificare rapidamente le fuoriuscite dell'acqua, che a causa del gelo avessero danneggiato la muratura. Döring poté dimostrare senza ombra di dubbio l'esistenza dell'antica conduttura dell'acqua, al cui livello corre il moderno sentiero per escursioni, in base all'altitudine e al tracciato dei resti delle mura, e anche alla presenza di una galleria occidentale attigua al ponte. La sua altezza misurava 1,90 m per una larghezza di 1 m. Al terzo piano un tempo si trovava forse un marciapiedi aperto, che dava alla costruzione un'altezza totale di 22,15 m.

## Epigrafe dell'opera
Un'epigrafe di grandi dimensioni sul lato nord del ponte dà informazioni dettagliate sul costruttore. Il ponte dunque fu finanziato con mezzi propri nel 3 a.C. da Gaio Avillio Caimo da Padova, uno dei gestori della miniera situata nelle vicinanze, il che era evidenziato in particolare dalla collocazione centrale del PRIVATVM:
(Mathias Döring (1998))

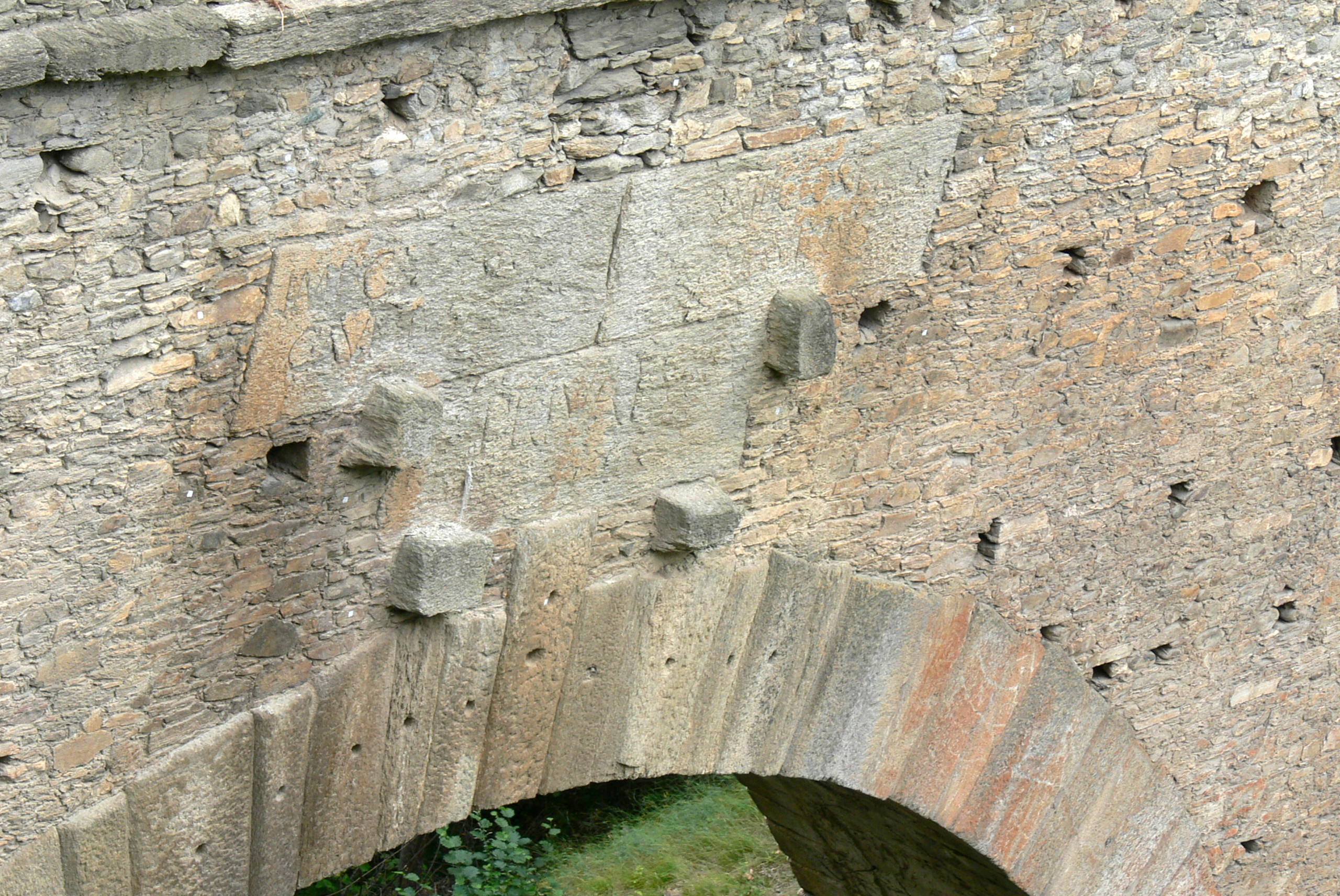
Epigrafe dell'opera.
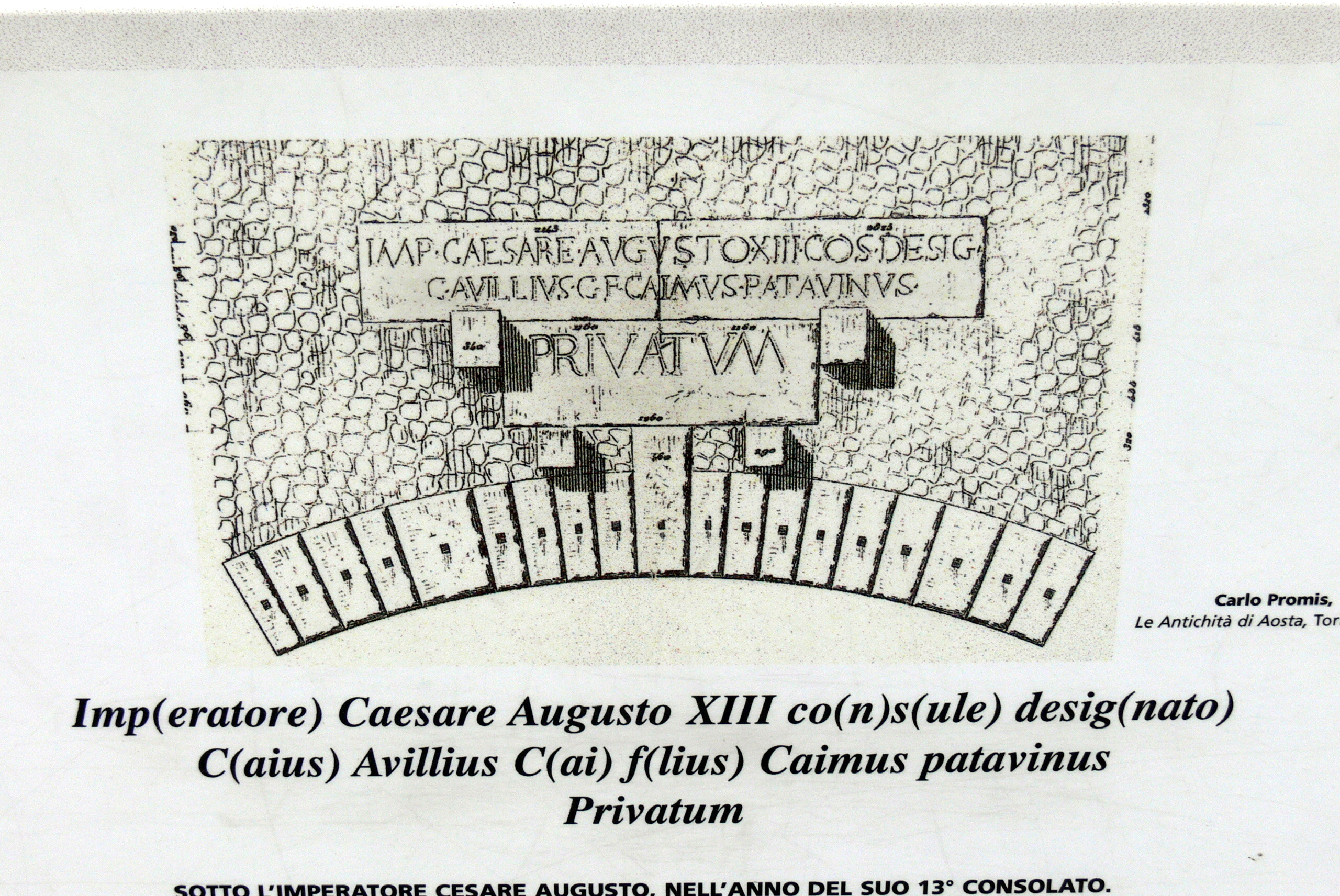
Ricostruzione dell'epigrafe.

## Sito di interesse comunitario
Pont d'Aël è stato riconosciuto sito di interesse comunitario con codice SIC IT1205030 per una superficie di 183 ettari comprendente l'area della forra del torrente Grand Eyvia, con il suo microclima raro in Valle d'Aosta, e l'ambiente xerotermofilo circostante.

## Curiosità
Secondo una suggestiva ipotesi di Pierre Daudry, non confermata, il primo campo da gioco valdostano di palet, uno sport tradizionale derivato da quello delle piastrelle, sarebbe stato quello coperto ricavato dal corridoio dell'antico ponte acquedotto di Pont d'Aël.